# Усадка металлов

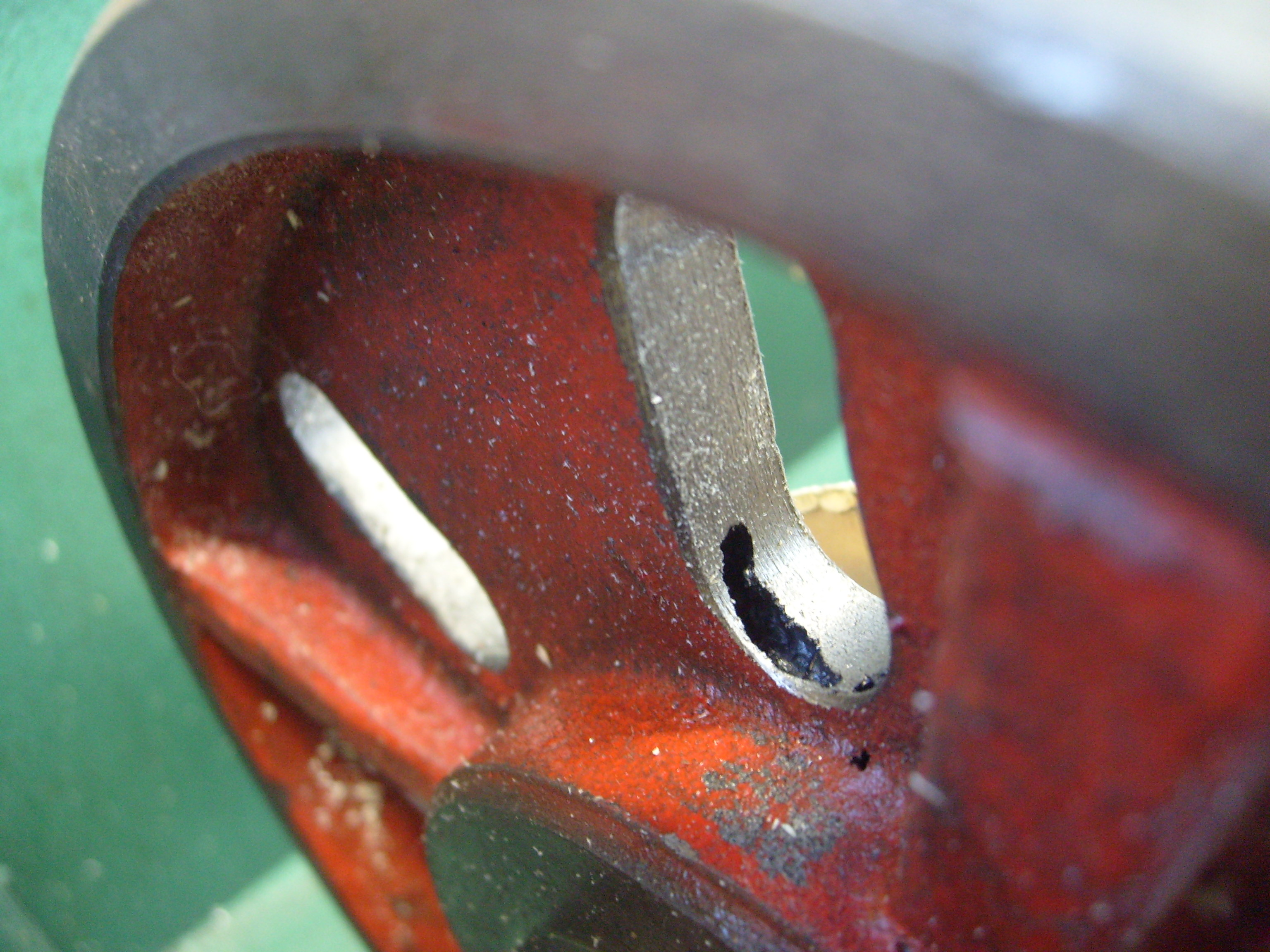
Внутренняя усадочная раковина

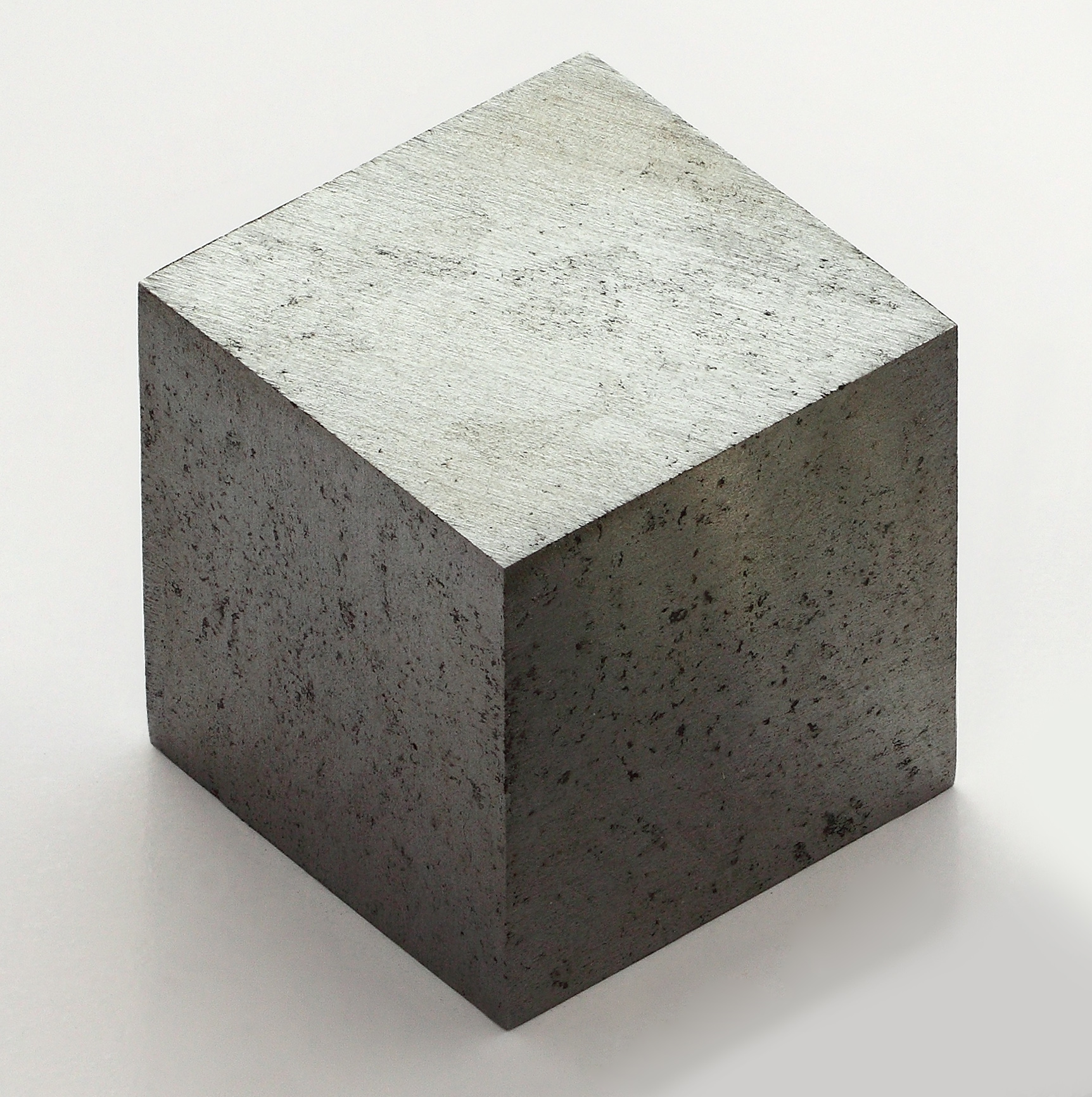
Усадочная пористость металла

Уса́дка мета́ллов (спла́вов) — уменьшение объёма и линейных размеров отливок в процессе их формирования, а также охлаждения от температуры литья до температуры окружающей среды.
Усадка является одним из основных показателей, характеризующих литейные свойства металлов (сплавов), поскольку является причиной образования усадочных раковин, пористости, появления внутренних напряжений и т. д. Её учитывают при разработке технологических процессов литейного производства и оборудования для литья. Относительные численные характеристики изменения размеров металлических изделий при кристаллизации и охлаждении называются коэффициентами усадки. Усадка металлов в жидком состоянии характеризуется обычно объёмными единицами, в твёрдом состоянии — линейными.

## Линейная усадка
Линейная усадка — разница между размерами модели и полученного по этой модели отливка (при использовании одноразовых литейных форм) или разница между размерами рабочей полости в многоразовой литейной форме и полученного в этой форме отливка. Линейная усадка измеряется в долях или в процентах от указанных размеров отливка в сравнении с размерами модели или полости литейной формы.
Основная причина линейной усадки заключается в термическом сжатии отливки при её охлаждении до комнатной температуры. Линейная усадка начинается при температуре, расположенной выше линии солидуса, когда уже образовалось достаточное количество твёрдой фазы для формирования каркаса отливка. Эту температуру называют температурой начала линейной усадки. Дальнейшее сокращение размеров при охлаждении отливка определяется температурным коэффициентом линейного расширения, который обычно составляет одну треть от температурного коэффициента объёмного расширения.
Повышение величины линейной усадки связано с термическими напряжениями, возникающими при охлаждении. Величина линейной усадки сплавов составляет от 2…2,5 % (стали, титановые сплавы) до 1,0 % (серые чугуны). Линейная усадка сплавов цветных металлов на основе алюминия, меди, магния, цинка находится в пределах 0,8…1,8 %.

### Литейная усадка
В отливках, обычно, имеет место затруднённая линейная (или литейная) усадка — это такая усадка металла, при которой форма не сохраняется, и металл отливки даёт усадку в определённых местах в соответствии с коэффициентом расширения. Величина затруднённой усадки меньше величины свободной линейной усадки, из-за возникновения пластических деформаций, вызванных внутренними напряжениями, возникшими вследствие усадки.

### Объёмная усадка
Объёмная (кубическая) усадка — уменьшение объёма металла или сплава при переходе из жидкого состояния в твёрдый, а также вследствие термического сжатия при охлаждении до температуры начала линейной усадки. Объёмная усадка проявляется в отливках в виде усадочных раковин и/или усадочной пористости.
Величина объёмной усадки составляет в середнем до 5…7% от объёма отливка, при этом основной вклад в эту величину вносит уменьшение объёма сплава в процессе кристаллизации. В некоторых случаях в металле при кристаллизации происходит не уменьшение, а увеличение объёма, то есть вместо усадки наблюдается «рост», что сопровождается вытеснением расплава на поверхность. По этой причине в отливках из алюминиевых сплавов с большим (> 20%) содержанием кремния (элемента, который кристаллизуется с увеличением объёма) наблюдается очень небольшая объёмная усадка. В отливках из серого чугуна практически не наблюдаются ни усадочные раковины, ни усадочная пористость, поскольку при кристаллизации серых чугунов графит компенсирует уменьшение объёма в процессе кристаллизации металлической матрицы (аустенита).

## Последствия усадки
Общее уменьшение объёма сплава в процессе усадки отливка вызывает появление внутренних напряжений, внешнюю усадку, образование усадочных раковин и пористости.

## Определение склонности к усадке
Развитие усадочных дефектов и их распределение в отливке зависят от комплексного воздействия факторов, обуславливающих усадочные свойства сплавов, а также от тепловых и кинетических условий формирования отливка. Склонность чугунов и сталей к образованию усадочных дефектов (раковин и пористости) определяется на технологических пробах — небольших отливках в форме усечённого конуса или шара. Конфигурация и размеры проб стандартами не регулируются.